# Ле-Гранж
Ле-Гранж (фр. Les Granges) — коммуна во Франции, находится в регионе Шампань — Арденны. Департамент — Об. Входит в состав кантона Шаурс. Округ коммуны — Труа.
Код INSEE коммуны — 10168.
Коммуна расположена приблизительно в 155 км к юго-востоку от Парижа, в 105 км южнее Шалон-ан-Шампани, в 27 км к югу от Труа.

## Население
Население коммуны на 2008 год составляло 79 человек.
| 1962 | 1968 | 1975 | 1982 | 1990 | 1999 | 2008 |
| ---- | ---- | ---- | ---- | ---- | ---- | ---- |
| 109  | 101  | 83   | 83   | 71   | 72   | 79   |

## Администрация
| Период | Период | Фамилия                | Партия | Примечания |
| ------ | ------ | ---------------------- | ------ | ---------- |
| 2001   | 2008   | Мишель Донен де Розьер |        |            |
| 2008   |        | Надя Бержер            |        |            |

## Экономика
В 2007 году среди 46 человек в трудоспособном возрасте (15—64 лет) 34 были экономически активными, 12 — неактивными (показатель активности — 73,9 %, в 1999 году было 75,6 %). Из 34 активных работали 29 человек (16 мужчин и 13 женщин), безработных было 5 (1 мужчина и 4 женщины). Среди 12 неактивных 0 человек были учениками или студентами, 8 — пенсионерами, 4 были неактивными по другим причинам.